# José Figueres Ferrer
José María Hipólito Figueres Ferrer (25. září 1906 San Ramón — 8. června 1990 San José) byl kostarický politik, hlava státu v letech 1948 až 1949, 1953 až 1958 a 1970 až 1974 a zakladatel strany Partido Liberación Nacional. Mezi Kostaričany je známý jako Don Pepe.
Jeho rodiče pocházeli z Katalánska, otec byl lékař a matka učitelka. Studoval v USA, po návratu do Kostariky se stal pěstitelem kávovníku, jeho farma La Lucha sin Fin (Nekonečný boj) proslula péčí o bydlení a zdraví zaměstnanců. Angažoval se v politice, podporoval španělské republikány, v roce 1942 byl za svoji kritiku autoritářského prezidenta Rafaela Ángela Calderóna Guardii vypovězen do Mexika, vrátil se v roce 1944, kdy se stal novým prezidentem Teodoro Picado Michalski.
V únoru 1948 proběhly prezidentské volby, které vyhrál Otilio Ulate Blanco, kandidát opoziční Partido Unión Nacional. Poražený Calderón označil výsledky za zfalšované a přiměl parlament, v němž měla jeho strana většinu, aby prohlásil volby za neplatné. Následovala občanská válka, v níž stáli na jedné straně bývalí prezidenti Calderón a Picado spolu s vůdcem kostarických komunistů Manuelem Morou a proti nim Ulate a Figueres, které podporovali zahraniční dobrovolníci z Karibské legie. Válka, která trvala šest týdnů a vyžádala si okolo dvou tisíc lidských životů, skončila kapitulací vládních jednotek poté, co vláda USA, obávající se Calderónova spojenectví s komunisty, pohrozila vojenskou intervencí. Figueres se stal prozatímní hlavou státu jako předseda vládnoucí junty, která schválila novou ústavu. Figueres ponechal v platnosti Calderónovy sociální reformy jako zavedení minimální mzdy a zdravotního pojištění, odmítl však jeho nedemokratický styl vlády. Aby zbavil své protivníky opory, kterou měli v generálech, rozhodl o zrušení ozbrojených sil, Kostarika je dosud nejlidnatějším státem bez armády. Dalšími Figueresovými reformami bylo znárodnění bankovního sektoru, zavedení volebního práva žen a udělení občanství černošským přistěhovalcům. V listopadu 1949 předal moc zvolenému prezidentovi Ulatemu a založil tak tradici, podle níž se v Kostarice na rozdíl od sousedních zemí předává moc demokratickou cestou.
V roce 1951 založil sociálnědemokratickou stranu Partido Liberación Nacional, jednu z nejsilnějších v zemi, a roku 1953 byl za ni zvolen prezidentem. Profiloval se jako zastánce středních vrstev usilující o sociální a politickou stabilitu, v zahraniční politice se orientoval na USA, které se marně snažil přimět k energičtějšímu boji proti latinskoamerickým diktaturám. Jeho angažmá ve snahách o svržení nikaragujského vládce Anastasia Somozy Garcíi vyústilo v lednu 1955 v nikaragujskou invazi do Kostariky, kterou ukončila intervence Organizace amerických států.
Po odchodu z funkce působil jako politický a hospodářský analytik, napsal sedm odborných knih, byl hostujícím profesorem na Harvardově univerzitě. V roce 1970 byl znovu zvolen prezidentem, zasloužil se mj. o založení Universidad Nacional de Costa Rica a navázání hospodářských vztahů se státy sovětského bloku, funkční období však nedokončil: byl donucen odstoupit kvůli skandálu s udělením azylu americkému defraudantovi Robertu Vescovi.
Měl šest dětí, syn José María Figueres byl kostarickým prezidentem od roku 1994 do roku 1998.